# Seznam čeških rokometašev
Seznam čeških rokometašev.

## B
- Milan Berka

## C
- Bohumil Cepák

## H
- Jiří Hanzl

## J
- Filip Jícha

## K
- Jiří Kavan
- Arnošt Klimčík
- Daniel Kubeš

## L
- Jiří Liška

## M
- Šárka Marčíková

## S
- Jan Sobol